# Berceuse héroïque
Berceuse héroïque est une pièce pour piano ou orchestre de Claude Debussy composée en 1914, durant la Première Guerre mondiale.

## Présentation
La Berceuse héroïque est composée en novembre 1914, en pleine Première Guerre mondiale, à la demande du romancier anglais Hall Caine, pour un livre d'hommage au roi des Belges Albert Ier, le King Albert's Book, publié par le Daily Telegraph, auquel participent des écrivains et artistes tels Henri Bergson ou Claude Monet et les compositeurs Saint-Saëns, Messager, Paderewski, Mascagni et Elgar,,.  
La dédicace de Debussy, qui indique « pour rendre hommage à S.M. le roi Albert Ier de Belgique et à ses soldats »,, rappelle l'« héroïque résistance face à un ennemi infiniment supérieur en nombre et en puissance de feu [qui] faisait alors l'admiration de l'Europe entière ». La partition est publiée par Durand en 1915,.
L’œuvre est rapidement orchestrée par le compositeur : le manuscrit autographe, aujourd'hui dans les collections de la Bibliothèque de l'Opéra de Paris, est datée « décembre 1914 ». Cette version orchestrale est créée le 26 octobre 1915 à Paris, par les Concerts Colonne-Lamoureux dirigés par Camille Chevillard.

## Analyse
La Berceuse héroïque est en mi bémol mineur, de tempo modéré, à l'atmosphère de « simplicité tragique », à la conduite obstinée des basses, à l'écriture instrumentale dépouillée et « tassée dans le grave », évoquant notamment Moussorgski,.
Pour Harry Halbreich, « une émotion sobre et grave se dégage de cette musique, qui semble planter le morne décor des tranchées des Flandres, noyées par les brumes de novembre, évocation coupée d'appels de trompettes dans trois tonalités différentes (mi bémol, ré, fa) ».
Pour Guy Sacre, c'est « une berceuse à la fois de la douleur et de la mort », une des « œuvres les plus touchantes » de Debussy : « elle traduit certes ce temps de guerre qui affecta le compositeur dans ses fibres, mais aussi de lutte contre la montée sournoise de la maladie ».
Après une introduction de « dix mesures d'unisson [...] à tâtons dans l'ombre », la première partie est « au rythme à la fois de berceuse et de marche fantôme, en lents accords professionnels scandés par les noires monotones de la basse, avec au bout l'écho de trompettes guerrières (mes. 21) ». L'épisode médian, qui suit, est noté « en animant et en augmentant peu à peu ». C'est « une sourde et menaçante montée d'octaves, depuis le fond du piano, pour arriver à l'énoncé (en ut majeur, « fièrement ») de la Brabançonne, hymne national de la Belgique (mes. 38) ». Ensuite, « le morceau s'achève sobrement par le rappel de la marche, des trompettes dans le lointain, et de quelques bribes de l'hymne, écrasé, en secondes majeures, au milieu de la vibration des vastes accords conclusifs ».
Pour Alfred Cortot, « la Berceuse héroïque est une page émouvante et grave, digne du sentiment qui la dicte et où, dans une atmosphère dont la simplicité tragique fait parfois penser à Moussorgsky, résonne noblement cette Brabançonne, dont la voix, autrefois familière et modeste, devint la voix sublime d'un peuple qui se bat ».
La version orchestrale de la partition use de nuances sombres et de « lugubres sonneries de trompettes avec sourdine ». Dans une lettre écrite à Émile Vuillermoz, Claude Debussy écrit : « Cette berceuse est : mélancolique, effacée, la Brabançonne n'y hurle pas ». 
La durée d'exécution moyenne de la pièce est de quatre minutes trente environ.
Dans le catalogue des œuvres du compositeur établi par le musicologue François Lesure, la Berceuse héroïque porte le numéro L 140 (132) .

## Discographie
- Debussy : Piano works Vol. 5, François-Joël Thiollier (piano), Naxos 8.553294, 2001[9].
- Debussy : Complete Works for Piano, Volume 3, Jean-Efflam Bavouzet (piano), Chandos Records CHAN 10467, 2008[10].
- Debussy : The Solo Piano Works, Noriko Ogawa (piano), BIS Records CD 1955/56, 2012[11].
- Debussy : Complete Orchestral Works, CD 2, Orchestre national de Lyon, Jun Märkl (dir.), Naxos 8.509002, 2012[12],[13].
- Claude Debussy : The complete works, Warner Classics, 2018[14] :
  - version pour piano, CD 5, Aldo Ciccolini (piano) ;
  - version pour orchestre, CD 17, Orchestre national de l'ORTF, Jean Martinon (dir.).